# Menophra coffearia
Menophra coffearia är en fjärilsart som beskrevs av Turati 1924. Menophra coffearia ingår i släktet Menophra, och familjen mätare. Inga underarter finns listade.